# Округ Кембел (Јужна Дакота)
Округ Кембел (енгл. Campbell County) је округ у америчкој савезној држави Јужна Дакота.

## Демографија
По попису из 2010. године број становника је 1.466, што је 316 (-17,7%) становника мање него 2000. године.
| Група             | 2000.         | 2010.         |
| Белци             | 1.766 (99,1%) | 1.430 (97,5%) |
| Афроамериканци    | 0 (0,0%)      | 2 (0,1%)      |
| Азијати           | 1 (0,1%)      | 4 (0,3%)      |
| Хиспаноамериканци | 4 (0,2%)      | 20 (1,4%)     |
| Укупно            | 1.782         | 1.466         |